# Willemia japonica
Willemia japonica är en urinsektsart som beskrevs av Riozo Yosii 1970. Willemia japonica ingår i släktet Willemia och familjen Hypogastruridae. Inga underarter finns listade i Catalogue of Life.